# グエン・ヴァン・アン
グエン・ヴァン・アン（ベトナム語: Nguyễn Văn An, 漢字: 阮文安, 1937年10月1日 - ）はベトナムの政治家。第5代ベトナム社会主義共和国国会議長、ベトナム共産党政治局員などの要職を務めた。

## 経歴
ベトナム北部のナムディン省ナムディン市に生まれる。1954年6月、革命運動に参加した。1959年8月14日、ベトナム労働党（現在のベトナム共産党）に入党し、翌1960年8月14日に正式入党した。まもなくソ連ら留学し、帰国後は電気技師として働いた。1974年から76年までグエン・アイ・クォック高級党学校に学び、その後は故郷ナムディン市の党委員会書記やナムディン省党委書記を歴任。1982年3月のベトナム共産党第5回党大会において党中央委員候補に選出。1986年12月の第6回党大会において党中央委員に昇格。1987年6月にベトナム共産党中央組織委員会副委員長に任命される。1991年6月、第7回党大会において党中央委員に再選。
1996年6月28日から7月1日にかけて開催された第8回党大会において、アンは党政治局員に昇格し、党中央組織委員会委員長に就任。党内序列は第10位となった。1997年12月の第8期党中央委員会第4回総会においてレ・カ・フュー指導部が発足すると、党内序列は第8位に上昇した。
2001年4月の第9回党大会で党政治局員に再選され、書記局員を兼任。党内序列は第12位となった。この党大会で国会議長のノン・ドゥック・マインが党書記長に就任したため、同年に招集された第10期国会第9回会議は、6月27日、アンを後任の国会議長に選出した。2002年7月、第11期国会第1回会議において国会議長に再任。
2006年4月の第10回党大会で党政治局員を退任したアンは、同年6月26日、第11期国会第9回会議において国会議長を辞任し、政界を引退した。